# Juha-Pekka Leppäluoto
Juha-Pekka Leppäluoto (ur. 15 listopada 1974 w Raahe) – fiński muzyk. Leppäluoto był wokalistą fińskiej grupy gothicmetalowej Charon. Przez jakiś czas śpiewał także w innej fińskiej grupie Poisonblack. Można go także usłyszeć na Promo 2002 fińskiej grupy Astray w piosence Welcome To The Cult. Współpracował także z fińską grupą Amorphis. Obecnie zamieszkały w Raahe.
W 2006 Juha-Pekka wystąpił gościnnie z greckim blackmetalowym zespołem Inactive Messiah, na albumie Be My Drug, zaśpiewał w utworze o tej samej nazwie. Również zaśpiewał dwie świąteczne piosenki na albumie Raskaampaa joulua, wykonał Joululaulu i Tonttu. Utwory są utrzymane w rockowym klimacie. Album ukazał się w Finlandii 6 listopada 2006. Na świątecznym albumie obok niego pojawili się również Marco Hietala z Nightwisha, Tony Kakko z Sonata Arctica oraz Alexi Laiho z Children of Bodom. Od 2007 śpiewa również w fińskim zespole Northern Kings, który wykonuje metalowe covery.

## Dyskografia
| Tytuł                                                                    | Rok  | Pozycja na liście |
| Tytuł                                                                    | Rok  | FIN               |
| ------------------------------------------------------------------------ | ---- | ----------------- |
| "Tulkoon joulu" (Marco Hietala, Juha-Pekka Leppäluoto, Elize Ryd i inni) | 2013 | 20                |